# 志賀直温
志賀 直温（しが なおはる、1853年4月2日（嘉永6年2月24日） - 1929年（昭和4年）2月16日）は、明治期の実業家。小説家・志賀直哉の父。

## 経歴
陸奥相馬中村藩士・志賀直道(1827〜1906)の子として生まれる。二宮尊徳の門人であった直道は、尊徳ゆかりの地の日光今市に出向くことが多く、幼少時は伯父の志賀直員正斎夫婦のもとで育てられた。
1871年（明治4年）2月、16歳で静岡の山岡鉄舟の元で剣術修行するが、新しい学問を修めたいと上京し、8月本所相生町の共立学舎に入舎。その後芝の日新義塾、湯島の共慣義塾などを経て、1876年（明治9年）6月慶應義塾を卒業。
1880年（明治13年）第一銀行に入行。朝鮮、東京、石巻と各支店を転々としたのち、1885年（明治18年）退職。文部省会計局の下級役人となる。1893年（明治26年）非職満期（退職）。同年、同じ相馬藩士の青田綱三と総武鉄道株式会社の創立に参加し会計を担当。のちに、専務取締役を務める。経営状態は良好で、4年後の1897年（明治30年）には麻布三河台の豪邸に引っ越している。明治末年までに帝国生命保険、武蔵電気鉄道、相模水力電気、札幌木材、豊前採炭、日本醋酸の7社に取締役として関与し、実業家として成功した。
1878年（明治11年）、亀山藩士佐本源吾の五女・銀（1863〜95）と結婚。長男・直行（2歳8か月で夭折）、次男・直哉が生まれる。1894年（明治27年）、銀が病死したあと、漢学者高橋元次の長女・浩（こう）を後妻に迎える。浩の兄・高橋豊夫は東大数学科初の卒業生で広島高等師範学校教授。浩との間に英（ふさ）、直三、淑子、隆子、昌子、禄子の一男五女をもうけた。
1929年（昭和4年）2月16日、持病の喘息に腎臓病から尿毒症を併発して死去。墓所は青山霊園(1イ2-11)。
長女の英（ふさ）は子爵実吉安純の次男敏郎に嫁いだ。隆子は第三代住友総理事の鈴木馬左也の長男愨太郎と結婚。昌子も鈴木馬左也の三男乾三と結婚している。